# Yang Jung-Mo
Yang Jung-Mo (Hangul: 양정모, Hanja: 梁正模), född den 28 februari 1953 i Busan, Sydkorea, är en sydkoreansk brottare som tog OS-guld i fjäderviktsbrottning i fristilsklassen 1976 i Montréal.